# Frédéric Ier de Lorraine
Pour les articles homonymes, voir Frédéric de Lorraine.
Frédéric Ier ou Ferry Ier, né vers 910/915, mort en 978, fut comte de Bar et duc de Haute-Lotharingie. Il était fils de Wigéric, comte de Bidgau, puis comte palatin de Lotharingie et de Cunégonde de France.

## Biographie
Son mariage avec Béatrice de France, fille d'Hugues le Grand, duc de France et d'Hedwige de Saxe, fille de l'empereur Henri Ier, lui apporta en dot les revenus Lorrains de l'abbaye de Saint-Denis, dont l'abbaye de Saint-Mihiel. Il fit construire une forteresse à Fains, sur la frontière entre le royaume de France et le royaume de Germanie et échangea des fiefs avec l'évêque de Toul. C'est ainsi qu'il se constitua petit à petit un domaine cohérent qui devint ainsi le comté de Bar.
Le duché de Lotharingie était alors dirigé par l'archevêque Brunon de Cologne, frère d'Otton Ier et d'Hedwige de Saxe, donc l'oncle de l'épouse de Frédéric. Brunon et Otton décidèrent en 959 de diviser la Lotharingie en deux : le nord longeant le bassin de la Meuse devint la Basse-Lotharingie. Le sud, longeant le bassin de la Moselle, devint la Haute-Lotharingie. L'empereur nomma alors Frédéric, son neveu par alliance, vice-duc de Haute-Lotharingie. Plusieurs années plus tard, en 977, Frédéric reçut le titre de  duc de Haute-Lotharingie.
Il favorisa la réforme monastique à Saint-Dié et à Moyenmoutier.
L'un de ses frères, Sigefroy (ou Siegfried) posséda des territoires en Haute-Lotharingie. Il s'y fit bâtir une forteresse sur un rocher autour duquel s'édifia la ville de Luxembourg (ville) et devint le premier comte de Luxembourg.

## Union et descendance
Il épousa en 954 la sœur d'Hugues Capet, Béatrice de France dont il eut :
- Henri, mort entre 972 et 978 ;
- Adalbéron II († 1005), évêque de Verdun puis de Metz ;
- Thierry Ier (° 962/972 † 1027), comte de Bar, duc de Lorraine ;
- Ida, mariée à Radbot de Habsbourg, qui fit construire le château de Habsbourg. Ils sont les ancêtres de la maison de Habsbourg[2]. Cette descendance n'est pas validée par les historiens récents[3].

## Sources
- Friedrich I. Herzog von Ober-Lothringen (959-978).